# Hydrovatus brevipilis
Hydrovatus brevipilis är en skalbaggsart som beskrevs av Guignot 1942. Hydrovatus brevipilis ingår i släktet Hydrovatus och familjen dykare. Inga underarter finns listade i Catalogue of Life.